# Непрямой аборт
Непрямо́й або́рт — термин, используемый в католической теологии в отношении абортивной практики, которая носит терапевтический характер и целью которой, предположительно, является спасение жизни беременной женщины.
Исследователи «Национального католического обозрения» (National Catholic Review) и AmericanCatholic.org проводят различение между «прямым абортом», то есть абортом, который является самоцелью или средством, и «непрямым абортом», в результате которого потеря плода рассматривается в качестве «вторичного следствия».
Например, если женщина страдает от внематочной беременности (когда плод развивается в её фаллопиевых трубах, а не в матке), то врач может удалить фаллопиеву трубу в качестве терапевтического лечения, целью которого является предотвращение смерти матери. В результате этого действия плод не проживет долго, однако интенция процедуры и действия — это сохранение жизни женщины. Таким образом, это действие не является прямым абортом.
Необходимое различение проводится между случаями, когда жизнь беременной женщины «находится в опасности», с одной стороны, и случаями, когда женщина скорее всего умрёт без процедуры, в результате которой плод будет случайно уничтожен. Однако это не означает, что католики считают, что прямой аборт, даже если его целью является спасение жизни беременной женщины, является приемлемым.

## Humanae Vitae
Подобный подход поддерживается в энциклике Humanae vitae (1968 год), в которой утверждается, что «Церковь при этом совершенно не считает незаконным применение терапевтических средств, необходимых для излечения болезней организма, даже если они могут привести к бесплодию. Такое лечение позволено даже и в том случае, когда предвидено уменьшение плодотворности, пока бесплодие непосредственно не предназначено по любой причине что бы то ни было». Папа Павел VI цитирует здесь обращение Папы Пия XII к Итальянской ассоциации урологии (1953 год).

## Отличие от терапевтического аборта
Согласно перуанскому архиепископу Хосе Антонио Эгурену, непрямой аборт отличается от терапевтического аборта. Эгурен утверждает, что непрямой аборт представляет собой экстраординарный моральный случай, который не имеет ничего общего с «терапевтическим абортом»; согласно католическому вероучению понятие «терапевтического аборта» просто не существует, так как аборт не является лекарством ни для чего.

## Возможная путаница с прямым абортом
Согласно Элио Сгречча, президенту Папской академии в защиту жизни, большинство показаний для подобного аборта утеряли свою raison d'être. Он также заявил, что прогрессивное расширение подобных показаний часто было вызвано политическими, а не медицинскими причинами, некоторые из которых имеют отношение к евгеническому движению.
Часто показаниями к аборту называют туберкулез, кардиопатию, васкулярные заболевания, заболевания системы кроветворения (некоторые формы анемии), заболевания почек, заболевания печени и поджелудочной железы, желудочно-кишечные заболевания, связанная с беременностью хорея, миастения, опухоли.
Однако, тщательные исследования каждого из них показывают, что медицинские основания этих показаний очень ограничены, а также, что случаи, когда остается реальная опасность жизни и/или здоровью беременной женщины ввиду отсутствия терапевтической альтернативы, находятся в прогрессирующем нисходящем тренде (то есть в очевидной тенденции понижения).

## Ангольская речь Папы Бенедикта XVI
Позднее Папа Бенедикт XVI произнес во время своего визита в Анголу речь, вызвавшую немалое количество споров. В ней несколько размывались различия между прямым и непрямым типом абортов. Понтифик осудил все виды абортов, даже те, которые, как казалось, носят терапевтический характер. Папский совет по связям с общественностью в этой связи заявил, что речь Папы была направлена в поддержку учения Церкви и против некоторых гендерно-ориентированных секций «протокола Мапуту», дополняющего Африканскую хартию прав человека и народов; также было подтверждено различие между прямым и непрямым абортом.